# I Got Mine
«I Got Mine» es una canción del grupo de rock Motörhead. La canción fue liberada en vinillo 7 y 12 pulgadas y luego en su álbum Another Perfect Day. Fue escrita por Lemmy, Phil Taylor y Eddie Clarke (el tema fue escrito antes de que clarke saliera del grupo por problemas con Lemmy).

## Lista de pistas

### 7 Pulgadas
1. "I Got Mine"
2. "Turn You Round Again"

## 12 Pulgadas
1. "I Got Mine"
2. "Turn You Round Again"
3. "Tales of Glory"

### Personal
- Guitarra - Brian Robertson
- Batería - Phil "Philthy Animal" Taylor
- Bajo y voz - Lemmy